# Диаб, Лена
Лена Митледж-Диаб (англ. Lena Metlege Diab; род. XX век, Галифакс) — канадский политик, член Либеральной партии. Министр по делам иммиграции, беженцев и гражданства (с 2025).

## Биография
В 2013 году в качестве кандидата от Либеральной партии избрана депутатом Палаты собрания Новой Шотландии от округа Галифакс Армдейл, в 2017 году переизбрана, в 2021 году объявила об отставке. В сформированном либералами правительстве провинции занимала пост министра по делам иммиграции, а также являлась первой в истории Новой Шотландии женщиной на посту министра юстиции и генерального прокурора.
20 сентября 2021 года победила на парламентских выборах в округе Западный Галифакс кандидата от Новой демократической партии Джонатана Кита Робертса (Jonathan Keith Roberts).
13 мая 2025 года премьер-министр Марк Карни произвёл по итогам парламентских выборов масштабные перестановки в Кабинете, в результате которых Диаб получила портфель министра иммиграции, беженцев и гражданства.